# Comuna Paris, Arciz
Paris (în ucraineană Веселий Кут, transliterat: Veselîi Kut) este o comună în raionul Arciz, regiunea Odesa, Ucraina, formată din satele Decebal și Paris (reședința).

## Demografie
Componența lingvistică a comunei Paris
     Rusă (78,7%)
     Ucraineană (14,99%)
     Greacă (3,46%)
     Alte limbi (1,09%)
Conform recensământului din 2001, majoritatea populației comunei Paris era vorbitoare de rusă (78,7%), existând în minoritate și vorbitori de ucraineană (14,99%), greacă (3,46%) și găgăuză (1,57%).